# Drzenkowice
Drzenkowice – wieś w Polsce, położona w województwie świętokrzyskim, w powiecie ostrowieckim, w gminie Ćmielów.
W latach 1975–1998 miejscowość administracyjnie należała do województwa tarnobrzeskiego.
Wieś sołecka – zobacz jednostki pomocnicze gminy Ćmielów w BIP

## Części wsi
| SIMC    | Nazwa      | Rodzaj    |
| ------- | ---------- | --------- |
| 0789476 | Piaskowiec | część wsi |
| 0789482 | Za Wodą    | część wsi |

## Historia
Drzenkowice u Długosza „Drzyemlikowycze”, wieś w ówczesnym powiecie opatowskim.
W połowie XV w. należą do parafii Wszechświęte. Dziedzicem według zapisu Długosza był Chocimowski herbu Oksza. Łany kmiece karczma, młyn i folwark dają dziesięcinę (do 10 grzywien) do plebana we Wszechświęte (Długosz L.B. t.II, s.506).

W r. 1578 w 2 działach były 4 łany kmiece, 8 zagrodników, 2 komorników
Według spisu z roku 1827 była to wieś prywatna w parafii Wszechświęte mając wówczas 10 domów 84 mieszkańców.